# 샌티족
샌티족은 아메리카 북부의 대평원 지역에 사는 수(Sioux) 인디언의 일족, 또는 수 부족의 연합이다.

## 개요
샌티족은 인디언 부족 중에서는 가장 큰 부류에 속한다. 인구는 대략 4만이며, 그 중 75%가 사우스다코타주, 노스다코타주, 몬태나주, 네브래스카주 등 여러 주의 인디언 보호구역에서 살고 있다. 다코타족은 수 원주민 부족에 속하지만, 언어에 따라 다코타(샌티족), 라코타(데톤족), 나코타(얀크족)로 분류한다. 다코타는 7개의 작은 부족으로 이루어진 부족 연합이다. 이 가운데 샌티족을 다코타로 지칭한다. 다코타는 본래 미네소타주에 살고 있었지만 오지브와족과 백인들에게 밀려 점차 서부로 이동하여 18세기에 미주리강 서부에 정착하였다. 다코타는 키가 크고 아름다운 옷차림을 하였다. 이들은 유목 생활을 하면서 들소 사냥을 하고, 주거 형태는 천막집이다. 전쟁에 능하고 공격적인 면이 있어 전리품을 전시하고, 태양춤과 같은 토속 제례를 한다.